# Espacio de Montel
En análisis funcional y áreas relacionadas de matemáticas, un espacio de Montel, que lleva el nombre de Paul Montel, es cualquier espacio vectorial topológico (EVT) en el que se mantiene un análogo del teorema de Montel. Específicamente, un espacio de Montel es un espacio vectorial topológico barrilado en el que cada subconjunto acotado y cerrado es compacto.

## Definición
Se dice que un espacio vectorial topológico (EVT) posee la propiedad de Heine-Borel
si cada subconjunto acotado y cerrado es compacto.
Un espacio de Montel
es un espacio vectorial topológico barrilado con la propiedad de Heine-Borel. De manera equivalente, un espacio semi de Montel infrabarrilado, donde un espacio localmente convexo de Hausdorff se llama espacio semi de Montel
o perfecto
si cada subconjunto acotado es relativamente compacto.
Un subconjunto de un EVT es compacto si y solo si es completo y totalmente acotado.
Un espacio de Fréchet-Montel
es un espacio de Fréchet que también es un espacio de Montel.

## Caracterizaciones
Un espacio de Fréchet separable es un espacio de Montel si y solo si cada secuencia *débilmente convergente en su dual continuo es fuertemente convergente.
Un espacio de Fréchet {\displaystyle X} es un espacio de Montel si y solo si cada función continua acotada {\displaystyle X\to c_{0}} hace corresponder subconjuntos absolutamente convexos acotados cerrados de {\displaystyle X} a subconjuntos relativamente compactos de {\displaystyle c_{0}.}
Además, si {\displaystyle C^{b}(X)} denota el espacio vectorial de todas las funciones continuas acotadas en un espacio de Fréchet {\displaystyle X,} entonces {\displaystyle X} es de Montel si y solo si cada secuencia en {\displaystyle C^{b}(X)} que converge a cero en topología compacto-abierta también converge uniformemente a cero en todos los subconjuntos absolutamente convexos acotados cerrados de {\displaystyle X.}

## Condiciones suficientes
Espacios semi de Montel
Un subespacio vectorial cerrado de un espacio semi de Montel es nuevamente un espacio semi-Montel. La suma directa localmente convexa de cualquier familia de espacios semi de Montel es nuevamente un espacio semi de Montel. El límite inverso de un sistema inverso que consta de espacios semi de Montel es nuevamente un espacio semi de Montel. El producto cartesiano de cualquier familia de espacios semi de Montel (respectivamente, espacios de Montel) es nuevamente un espacio semi de Montel (respectivamente, un espacio de Montel).
Espacios de Montel'
El dual fuerte de un espacio de Montel es de Montel.
Un espacio nuclear cuasi complete barrilado es un espacio de Montel.
Todo producto y suma directa localmente convexos de una familia de espacios de Montel es un espacio de Montel.
El límite directo estricto de una secuencia de espacios de Montel es un espacio de Montel. Por el contrario, los subespacios cerrados y los cocientes separados de espacios de Montel en general ni siquiera son espacios reflexivos.
Cada espacio de Schwartz que sea de Fréchet es un espacio de Montel.

## Propiedades
Los espacios de Montel son paracompactos y normales.
Los espacios semi de Montel son cuasi completos y semirreflexivos, mientras que los espacios de Montel son reflexivos.
Ningún espacio de Banach de dimensión infinita es un espacio de Montel. Esto se debe a que un espacio de Banach no puede satisfacer la propiedad de Heine-Borel: la bola unitaria cerrada es cerrada y acotada, pero no es compacta.
Los espacios de Fréchet Montel son separables, y tienen un dual fuerte bornológico.
Un espacio de Montel metrizable es separable.
Los espacios de Fréchet-Montel son espacios distinguidos.

## Ejemplos
En análisis complejo clásico, el teorema de Montel afirma que el espacio de una función holomorfa en un subconjunto abierto conexo de números complejos tiene esta propiedad.
Muchos espacios de Montel de interés contemporáneo surgen como espacios de funciones de prueba para un espacio de distribuciones.
El espacio {\displaystyle C^{\infty }(\Omega )} de función infinitamente diferenciable en un conjunto abierto {\displaystyle \Omega } en {\displaystyle \mathbb {R} ^{n}} es un espacio de Montel equipado con la topología inducida por la familia de seminorma.
{\displaystyle \|f\|_{K,n}=\sup _{|\alpha |\leq n}\sup _{x\in K}\left|\partial ^{\alpha }f(x)\right|}
para {\displaystyle n=1,2,\ldots } y {\displaystyle K} se extiende sobre subconjuntos compactos de {\displaystyle \Omega ,} y {\displaystyle \alpha } es un notación multi-índice. De manera similar, se cumple para el espacio de funciones compactamente soportadas en un conjunto abierto con la topología final de la familia de inclusiones {\displaystyle \scriptstyle {C_{0}^{\infty }(K)\subset C_{0}^{\infty }(\Omega )}}, ya que {\displaystyle K} abarca todos los subconjuntos compactos de {\displaystyle \Omega .} El espacio de Schwartz también es un espacio de Montel.

### Contraejemplos
Cada espacio vectorial normado de dimensión infinita es un espacio barrilado que no es un espacio de Montel.
En particular, cada espacio de Banach de dimensión infinita no es un espacio de Montel.
Existen espacios Montel que no son separables y existen espacios de Montel que no son completos.
También existen espacios de Montel que tienen subespacios vectoriales cerrados que no son espacios de Montel.